# Georg Wilhelm Wanderer

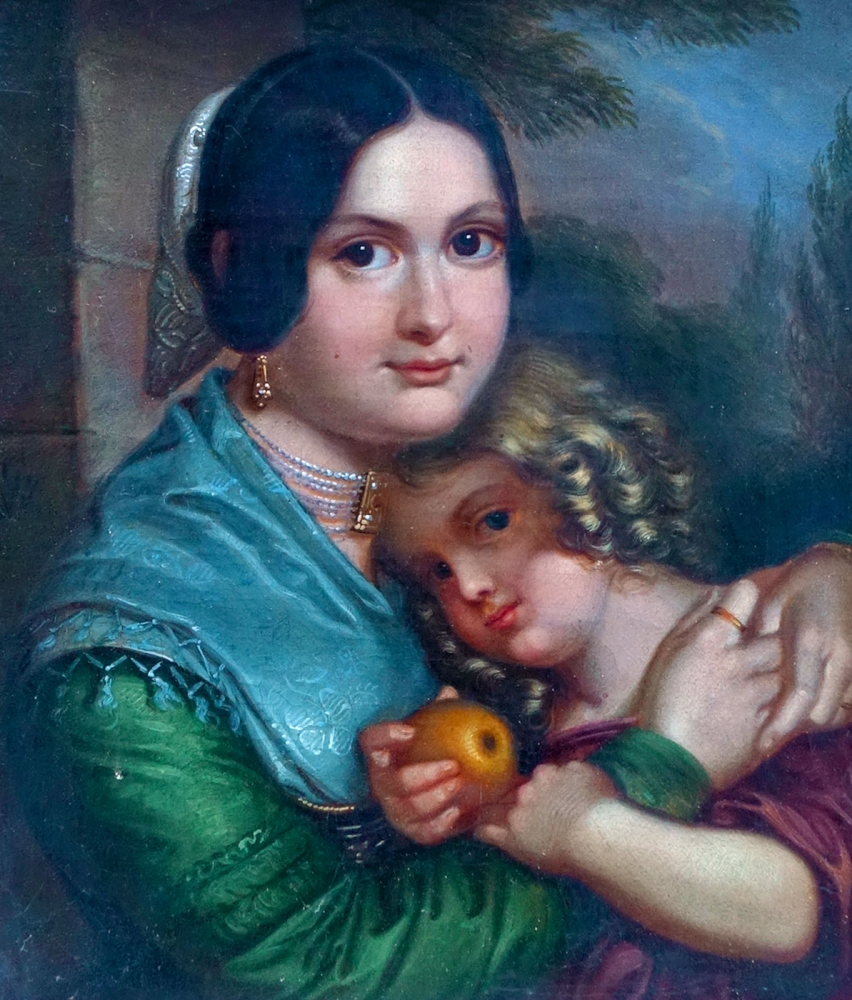
Georg Wilhelm Wanderer, Bildnis einer Mutter mit Kind, 1846

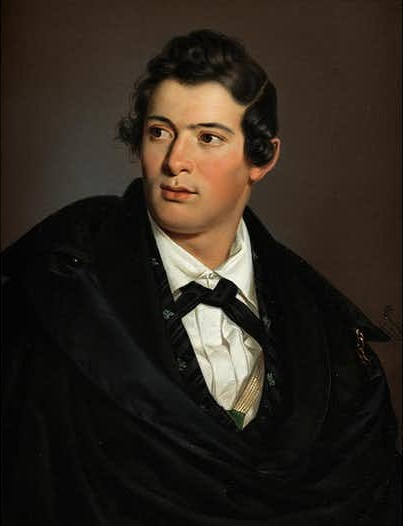
G. W. Wanderer: Bildnis eines jungen Mannes in weißem Hemd, schwarzer Binde und schwarzem Umhang (1840)

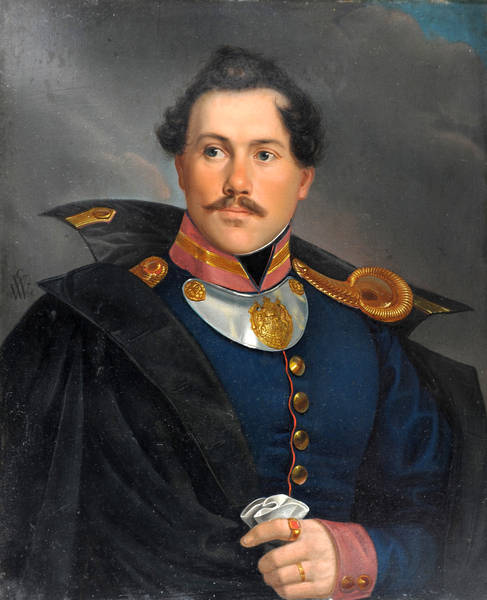
Porträt des Oberleutnants Gottlieb Philipp Nusch (1836)

Georg Wilhelm Wanderer (* 25. September 1803 in Rothenburg ob der Tauber; † 2. August 1863 in Nürnberg) war ein deutscher Porträtmaler.

## Leben
Georg Wilhelm Wanderer begann 1820 im Alter von sechzehn Jahren sein Malerstudium in der Klasse der Historienmalerei an der Königlichen Akademie der Bildenden Künste in München.
Nach dem Studium widmete sich Wanderer fast ausschließlich der Porträtmalerei. Er war in München, Augsburg und Nürnberg tätig, besuchte aber oft seine Heimatstadt Rothenburg ob der Tauber, wo er 1836 das Porträt des Oberleutnants Gottlieb Philipp Nusch schuf.
Er heiratete im Mai 1828 und wurde 1840 Vater von Friedrich Wilhelm Wanderer (1840–1910), der ebenfalls Maler wurde.

## Literatur

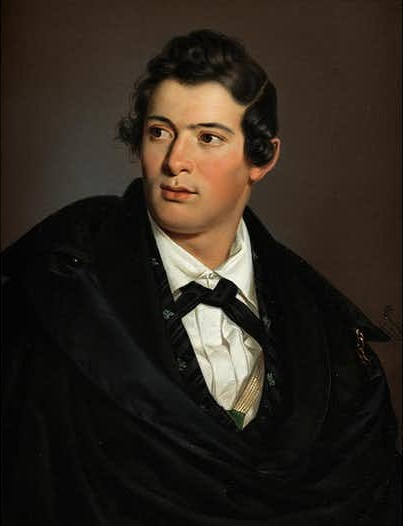
G. W. Wanderer: Bildnis eines jungen Mannes in weißem Hemd, schwarzer Binde und schwarzem Umhang (1840)

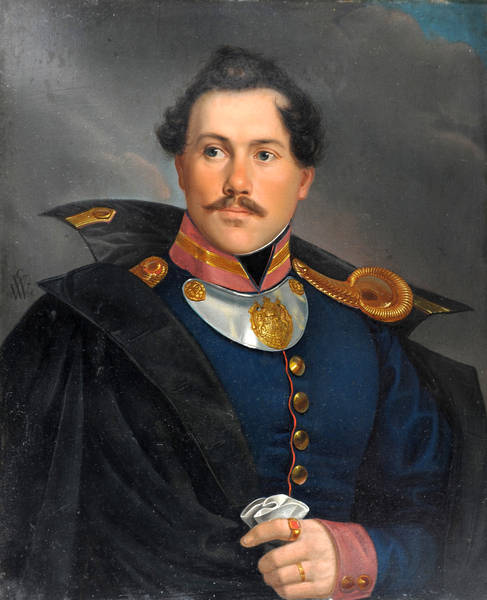
Porträt des Oberleutnants Gottlieb Philipp Nusch (1836)